# Арго
Арго́ (фр. argot — жаргон, первісне — жебрацтво), таємна мова — вид соціальних діалектів, що використовується певною групою (за будь-якою ознакою) людей, щоб запобігти розумінню їхніх розмов людьми з-поза групи.
Слова і вислови з арго, уживані в загальнонародній мові, називають арготи́змами.

## Використання терміна
Іноді термін «арго» вживається на позначення певного соціального чи професійного відгалуження від загальнонародної мови (наприклад, арго акторів, музикантів, спортсменів, військовослужбовців тощо), тобто в тому ж значенні, що й термін жаргон. У вужчому розумінні арго — мова «соціального дна», декласованих та антисоціальних елементів (рекетирів, злодіїв, жебраків, волоцюг, картярів-шулерів тощо). Арготизми відомі серед таких соціальних груп як: лірники, ремісники, кожухарі, мандрівні крамарі, жебраки, злодії.

## Виникнення
Виникнення арго пов'язане ще з тим періодом історії мови доби феодалізму, коли існували замкнені корпорації ремісників, бродячих торгівців, жебраків та інші, які з метою самозахисту й відособленості від решти суспільства і збереження своїх фахових таємниць, створювали спеціальні мовні коди. В українській мові здавна відомі арго сліпих кобзарів і лірників — так звані лебійська або шлепецька (сліпецька) мова, а також кушнірів, кожухарів, шаповалів, рашевців (бродячих торгівців) тощо. Арго цих соціальних груп у цілому мають спільні риси з незначними місцевими чи професійними відмінностями.

### Творення арготизмів
В основі арго зазвичай лежить загальнонародна мова та її граматична система, проте вони істотно відрізняються від неї словниковим складом. Так, у найдослідженішому в українському мовознавстві, лірницькому арго найуживаніші в загальнонародній мові слова мають свої специфічні відповідники. Серед них є незначна частина утворень від іншомовних коренів, наприклад, гальомий — великий (порівняйте болг. голям та укр. «загал»), дикона — десять (пор. грец. δέκα), метропіль — земля (пор. грец. μητρόπολις), мікрий — малий (пор.  μικρός).
Решта ж слів є утвореннями від загальновідомих слів з прозорою чи не зовсім ясною внутрішньою формою і своєрідною будовою, невідомими в загальнонародній мові (висюлька — яблуко, пор. висіти; котинь — віз, пор. котити; скрипота, скрепи — двері, пор. скрипіти; ботняк — буряк, пор. ботвина) або деформованими шляхом заміни звуків, додавання, усічення чи перестановки складів тощо словами загальнонародної мови (батузник — мотуз, кідро — відро, лоботи — чоботи, пасорити — пасти, ставреник — вареник, кудень — день, кузавтра — завтра, бимій — мій.
Словозміна і утворення префіксованих форм відбуваються за законами загальнонародної мови. Прикладом лірницького арго є записи, зроблені Й. Дзендзелівським на Волині у 1960-х роках:

- «В битебе клева буштирака, скелиха не вкушморить» («В тебе добра палиця, собака не вкусить»);
- «Закапшуй шкребета, щоб ніконто не припнав, яківнись климус» («Зачини двері, щоб ніхто не прийшов, якийсь злодій»).

## Використання арго
Арго використовувалися не лише для таємного спілкування, а й як засіб своєрідної мовної гри, розваги. Такими, зокрема, були школярські, та бурсацькі арго, побудовані на свідомому поєднанні несполучуваних частин різних слів (На моторошні засердчить — На серці стане моторошно), додаванні до кожного слова своєрідних закінчень на зразок лат. (вишневентус — вишнівка, вечорнитентус — вечорниці), зразки яких трапляються у творчості І. Котляревського, Г. Квітки-Основ'яненка та інших письменників. Слова і вислови з арго, уживані в загальнонародній мові, називаються арготизмами. За незначними винятками, вони стоять поза межами літературного вжитку і можуть бути виправдані лише в мові персонажів художніх творів, якщо це зумовлюється його темою й стилістикою, настановами (зразками такого їх використання є деякі твори І. Франка, В. Винниченка, А. Тесленка, Г. Хоткевича, С. Васильченка, І. Микитенка та ін.), або в перекладах для передачі арго інших мов. Також арго активно використовується у сучасній українській літературі (особливо у творчості Олеся Ульяненка, Юрія Андруховича, Юрка Позаяка, Анатолія Дністрового та інших).

## Арготизми в літературі
Розказував, як він попав раз на вечорниці… А там самі терпелюки1 та каравони2. Покургав3 я їм, що знав, іду вже з хати, коли якась скелиха4 й обзивається: «Чи не дати вам, діду, мукиці?» Оце, думаю, клево5! Годі сухмаї кусмарити6, хоч ставреників накурляю7
(Г. Хоткевич, «Сліпець»; лірницьке арго: 'парубки; 2дівчата; Зпограв; 4сука; 5добре; 6сухарі гризти; 7вареників наварю).